# Rugby Americas North Sevens 2018
El Rugby Americas North Sevens de 2018 fue la decimoquinta edición del principal torneo de rugby 7 de la Confederación Norteamérica de Rugby (RAN).
Se disputó del 22 al 23 de septiembre en Saint James, Barbados.

## Fase de grupos

### Grupo A
| Equipo                    | Encuentros | Encuentros | Encuentros | Encuentros | Tantos  | Tantos    | Tantos     | Puntos |
| Equipo                    | jugados    | ganados    | empatados  | perdidos   | a favor | en contra | diferencia | Puntos |
| ------------------------- | ---------- | ---------- | ---------- | ---------- | ------- | --------- | ---------- | ------ |
| Jamaica                   | 2          | 2          | 0          | 0          | 64      | 5         | +59        | 6      |
| República Dominicana      | 2          | 1          | 0          | 1          | 38      | 26        | +12        | 4      |
| Islas Vírgenes Británicas | 2          | 0          | 0          | 2          | 0       | 71        | −71        | 2      |

### Grupo B
| Equipo   | Encuentros | Encuentros | Encuentros | Encuentros | Tantos  | Tantos    | Tantos     | Puntos |
| Equipo   | jugados    | ganados    | empatados  | perdidos   | a favor | en contra | diferencia | Puntos |
| -------- | ---------- | ---------- | ---------- | ---------- | ------- | --------- | ---------- | ------ |
| Guyana   | 2          | 2          | 0          | 0          | 78      | 10        | +68        | 6      |
| Barbados | 2          | 1          | 0          | 1          | 60      | 19        | +41        | 4      |
| Curazao  | 2          | 0          | 0          | 2          | 0       | 109       | −109       | 2      |

### Grupo C
| Equipo                | Encuentros | Encuentros | Encuentros | Encuentros | Tantos  | Tantos    | Tantos     | Puntos |
| Equipo                | jugados    | ganados    | empatados  | perdidos   | a favor | en contra | diferencia | Puntos |
| --------------------- | ---------- | ---------- | ---------- | ---------- | ------- | --------- | ---------- | ------ |
| México                | 3          | 3          | 0          | 0          | 82      | 14        | +68        | 9      |
| Bermudas              | 3          | 2          | 0          | 1          | 71      | 24        | +47        | 7      |
| Guadalupe             | 3          | 1          | 0          | 2          | 24      | 51        | −27        | 5      |
| Islas Turcas y Caicos | 3          | 0          | 0          | 3          | 10      | 98        | −88        | 3      |

### Grupo D
| Equipo                       | Encuentros | Encuentros | Encuentros | Encuentros | Tantos  | Tantos    | Tantos     | Puntos |
| Equipo                       | jugados    | ganados    | empatados  | perdidos   | a favor | en contra | diferencia | Puntos |
| ---------------------------- | ---------- | ---------- | ---------- | ---------- | ------- | --------- | ---------- | ------ |
| Trinidad y Tobago            | 3          | 3          | 0          | 0          | 82      | 10        | +72        | 9      |
| Islas Caimán                 | 3          | 2          | 0          | 1          | 64      | 40        | +24        | 7      |
| San Vicente y las Granadinas | 3          | 1          | 0          | 2          | 17      | 39        | −22        | 5      |
| Santa Lucía                  | 3          | 0          | 0          | 3          | 0       | 74        | −74        | 3      |

### Etapa eliminatoria

#### Copa de oro
|  | Cuartos de final     | Cuartos de final     | Cuartos de final |          |         | Semifinales | Semifinales | Semifinales |  |         | Copa    | Copa | Copa |  |
|  |                      |                      |                  |          |         |             |             |             |  |         |         |      |      |  |
|  |                      |                      |                  |          |         |             |             |             |  |         |         |      |      |  |
|  | Jamaica              | Jamaica              | 29               |          |         |             |             |             |  |         |         |      |      |  |
|  | Jamaica              | Jamaica              | 29               |          |         |             |             |             |  |         |         |      |      |  |
|  | Barbados             | Barbados             | 0                |          |         |             |             |             |  |         |         |      |      |  |
|  | Barbados             | Barbados             | 0                |          | Jamaica | Jamaica     | 14          |             |  |         |         |      |      |  |
|  |                      |                      |                  |          | Jamaica | Jamaica     | 14          |             |  |         |         |      |      |  |
|  |                      |                      | Bermudas         | Bermudas | 5       |             |             |             |  |         |         |      |      |  |
|  | Bermudas             | Bermudas             | Bermudas         | Bermudas | 5       | 26          |             |             |  |         |         |      |      |  |
|  | Bermudas             | Bermudas             |                  |          |         |             |             |             |  |         |         |      |      |  |
|  | Trinidad y Tobago    | Trinidad y Tobago    | 19               |          |         |             |             |             |  |         |         |      |      |  |
|  | Trinidad y Tobago    | Trinidad y Tobago    | 19               |          |         |             |             |             |  | Jamaica | Jamaica | 22   |      |  |
|  |                      |                      |                  |          |         |             |             |             |  | Jamaica | Jamaica | 22   |      |  |
|  |                      |                      | Guyana           | Guyana   | 17      |             |             |             |  |         |         |      |      |  |
|  | México               | México               | Guyana           | Guyana   | 17      | 20          |             |             |  |         |         |      |      |  |
|  | México               | México               |                  |          |         |             |             |             |  |         |         |      |      |  |
|  | Islas Caimán         | Islas Caimán         | 5                |          |         |             |             |             |  |         |         |      |      |  |
|  | Islas Caimán         | Islas Caimán         | 5                |          | México  | México      | 12          |             |  |         |         |      |      |  |
|  |                      |                      |                  |          | México  | México      | 12          |             |  |         |         |      |      |  |
|  |                      |                      | Guyana           | Guyana   | 17      |             |             |             |  |         |         |      |      |  |
|  | Guyana               | Guyana               | Guyana           | Guyana   | 17      | 12          |             |             |  |         |         |      |      |  |
|  | Guyana               | Guyana               |                  |          |         |             |             |             |  |         |         |      |      |  |
|  | República Dominicana | República Dominicana | 5                |          |         |             |             |             |  |         |         |      |      |  |
|  | República Dominicana | República Dominicana | 5                |          |         |             |             |             |  |         |         |      |      |  |
|  |                      |                      |                  |          |         |             |             |             |  |         |         |      |      |  |

| Bandera de Jamaica |
| Campeón Jamaica    |
| 3.er título        |